# Heinz Hohoff

Heinz Hohoff

Heinz Hohoff (* 8. Dezember 1910 in Gelsenkirchen; † 30. Januar 1943 in Stalingrad) war ein deutscher Funktionär der Hitlerjugend und Politiker (NSDAP).

## Leben und Wirken
Nach dem Besuch des Realgymnasiums in Essen und der Staatlichen Bildungsanstalt Lichterfelde legte Heinz Hohoff 1928 in Königs Wusterhausen das Abitur ab. Als Obersekundaner trat er 1928 in die SA ein. Der NSDAP schloss er sich zum 1. Februar 1930 an (Mitgliedsnummer 192.982). In den folgenden Jahren widmete er sich im Range eines Gefolgschaftsführers dem Aufbau der Hitler-Jugend (HJ) im Landkreis Ostprignitz. 1932 wurde er Gauredner im Gau Brandenburg und Gauschulungsleiter der HJ in Brandenburg. 1933 nahm er ein Studium in Berlin auf. Im Oktober 1933 wurde er als Bannführer zum Führer des Oberbannes Brandenburg-Nord ernannt und 1935 zum Führer des Jungvolks im HJ-Gebiet Kurmark. Hinzu kam die Betätigung als Reichsredner der Reichspropagandaleitung.
Nach seiner Berufung in die Reichsjugendführung wurde Hohoff im März 1936 zum persönlichen Adjutanten des Stabsführers der Hitler-Jugend, Hartmann Lauterbacher, ernannt. 1936 wurde er stellvertretender Führer und am 1. März 1937 kommissarischer Führer des HJ-Gebietes 11 Mittelrhein. Am 20. April 1938 wurde er als HJ-Gebietsführer bestätigt. Von Februar 1939 bis Oktober 1940 fungierte er als Führer des HJ-Gebietes Wien und ab Januar 1940 als Gebietsinspekteur der Reichsjugendführung, zuständig für die HJ-Gebiete Köln-Aachen, Westmark, Hessen-Nassau und Wien.
Von April 1938 bis zu seinem Tod saß Hohoff zudem als Abgeordneter für den Wahlkreis 20 (Köln-Aachen) im nationalsozialistischen Reichstag.
Im Mai 1940 wurde Hohoff Soldat und nahm am Zweiten Weltkrieg teil. Ab 1942 war er wieder regulärer Führer des HJ-Gebietes Köln-Aachen. Er nahm erneut als Soldat am Krieg teil und gilt seit der Schlacht von Stalingrad als vermisst. Im April 1943 wurde er noch zum HJ-Obergebietsführer befördert.